# Franja Tavčar

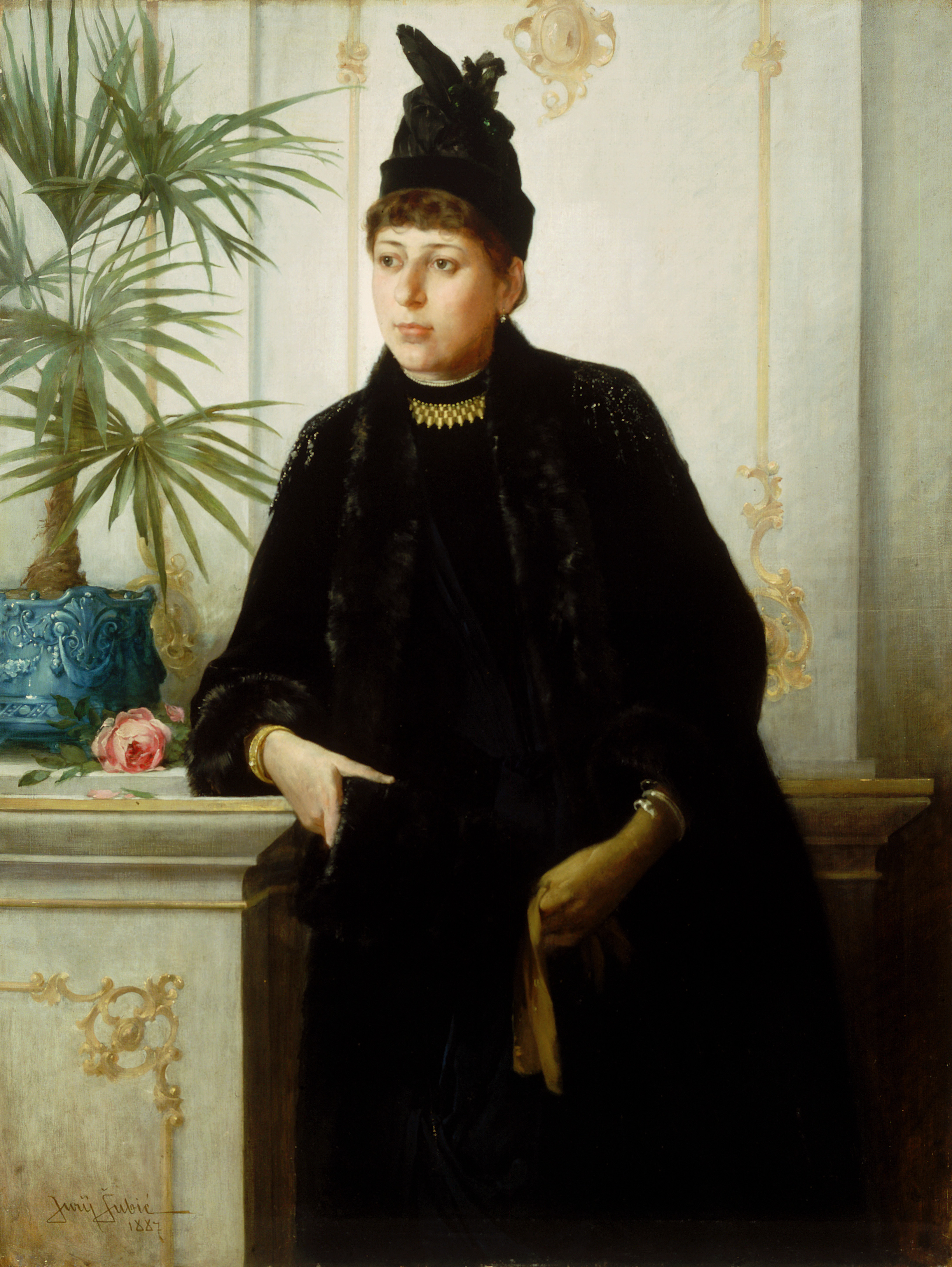
Franja Tavčar im Alter von 19 Jahren auf einem Gemälde von Jurij Šubic

Franja Tavčar (geborene Kosenini, * 8. Februar 1868 in Laibach; † 8. April 1938 ebenda) war eine slowenische Frauenrechtlerin.
Die früh verwaiste Tavčar wuchs bei einem wohlhabenden Onkel auf. Sie besuchte das deutsche Gymnasium in Laibach. 1884 lernte sie den Rechtsanwalt (und späteren Schriftsteller und Politiker) Ivan Tavčar kennen, der 1887 ihr Ehemann wurde. Das Haus des Ehepaares wurde zu einem Zentrum des liberalen Bürgertums in Laibach. Seit den 1890er Jahren engagierte sie sich in der feministischen Bewegung. 1901 wurde sie Vorsitzende von Minka Govekars Vereinen Splosno slovensko zensko drustvo (Allgemeiner slowenischer Frauenverein) und Zensko telovadno drustvo (Turnverein für Frauen). Sie setzte sich besonders für die höhere Ausbildung der Mädchen ein und unterstützte die Gründung des ersten slowenischen Lyzeums 1906.
Zudem unterstützte sie die slowenischen Bestrebungen zur Unabhängigkeit von Österreich-Ungarn und förderte den Kreis slowenischer Schriftsteller um Josip Murn, Ivan Cankar, Oton Župančič und Dragotin Kette. Während des Ersten Weltkrieges sammelte sie mehr als 10.000 Stimmen slowenischer Frauen und Mädchen zur Unterstützung der Mai-Deklaration für ein unabhängiges Slowenien. 1925 wurde sie von König Alexander I. als Hofdame ausgezeichnet. Ehrungen erfuhr sie auch zu ihrem sechzigsten und siebzigsten Geburtstag. Zu ihrem Begräbnis 1938 erschienen Vertreter des Königshauses, des Adels und der Kirche.